# 沙尔热
沙尔热（法語：Chargé，法語發音：[ʃaʁʒe] ⓘ）是法国安德尔-卢瓦尔省的一个市镇，位于该省东部，属于图尔区。

## 地理
沙尔热（47°25'57"N, 1°1'50"E）面积8.46 平方千米，位于法国中央-卢瓦尔河谷大区安德尔-卢瓦尔省，该省份为法国中西部省份，北起萨尔特省、东北接卢瓦-谢尔省，东南接安德尔省，南至维埃纳省，西临曼恩-卢瓦尔省。
与沙尔热接壤的市镇（或旧市镇、城区）包括：昂布瓦斯、利姆赖、莫讷、锡斯河畔波塞、圣雷格勒、图赖讷地区苏维尼。

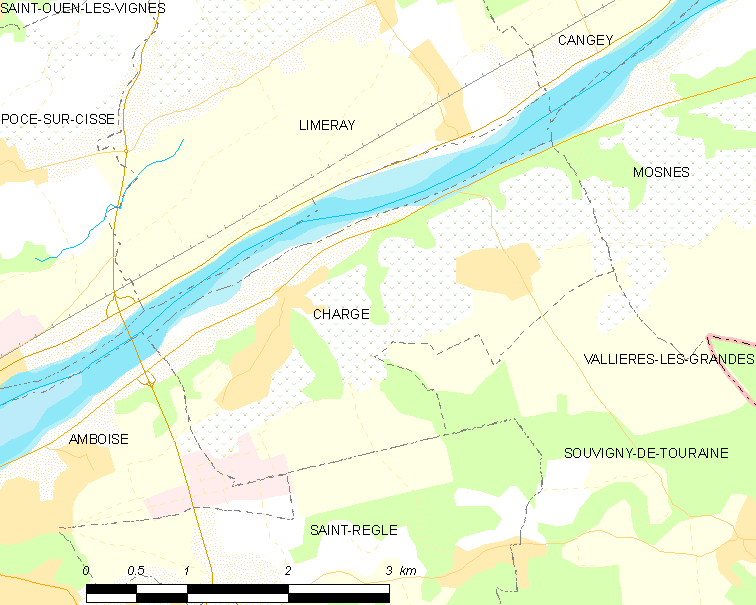
沙尔热的OSM定位图

沙尔热的时区为UTC+01:00、UTC+02:00（夏令时）。

## 行政
沙尔热的邮政编码为37530，INSEE市镇编码为37060。

## 政治
沙尔热所属的省级选区为昂布瓦斯县。

## 人口

1962-2008年间沙尔热人口变化图示

沙尔热于2022年1月1日时的人口数量为1352人。